# 겐랴쿠 (12세기)
겐랴쿠(元暦, げんりゃく)는 일본의 연호(元号) 중 하나이다.
- 전후 : 주에이(寿永) 이후 - 분지(文治) 이전.
- 시기 : 1184년
- 천황 : 고토바 천황
- 무가동량 : 미나모토 노 요리토모

겐지(源氏)와 헤이케(平家)간 쟁란의 시대로, 헤이케측에서는 이 연호를 사용하지 않고 주에이 연호를 계속해서 사용하였다.

## 개원(改元)
- 주에이 3년 4월 16일(율리우스력 1184년 5월 27일), 개원.
- 겐랴쿠 2년 8월 14일(율리우스력 1185년 9월 9일), 분지로 개원된다.

## 출전
『상서고령요(尚書考霊耀)』의 「天地開闢、元暦紀名、月首甲子冬至、日月若懸璧、五星若編珠」.

## 겐랴쿠 시기에 일어난 일
- 2년
  - 2월 : 야시마 전투
  - 3월 : 단노우라 전투. 헤이케(平家)가 멸망하다.

## 서력과의 대조표
| 겐랴쿠   | 원년       | 2년        |
| -------- | ---------- | ---------- |
| 서력     | 1184년     | 1185년     |
| 헤이케측 | 주에이 3년 | 주에이 4년 |
| 간지     | 갑진       | 을사       |

## 같이 보기
- 일본의 연호 일람

| 이전 주에이 | 일본의 연호 1184년 ~ 1185년 | 다음 분지 |